# Ruth Müri
Ruth Müri (* 22. Dezember 1970 in Menziken AG) ist eine Schweizer Politikerin (Grüne, Team). Sie ist Grossrätin des Kantons Aargau und Stadträtin der Stadt Baden.

## Ausbildung und Beruf
Müri schloss ihr Studium an der Universität Zürich im Jahr 1998 als dipl. Geographin ab. Zunächst arbeitete sie am Geographischen Institut der Universität Zürich und in einem Raumplanungsbüro. Danach arbeitete Müri für rund dreizehn Jahre bei der Zürcher Kantonalbank, wo sie unter anderem als Leiterin der GIS-Fachstelle (Geographische Informationssysteme) tätig war.
Seit 2013 ist Müri für die Partei Team Stadträtin der Stadt Baden und für das Ressort Bildung und Sport zuständig. Davor war sie von 1994 bis 2011 Einwohnerrätin. 2010 bis 2011 präsidierte sie den Einwohnerrat der Stadt Baden. Seit 2017 ist sie für die Grünen Mitglied des Grossen Rates des Kantons Aargau, sitzt dort in der Kommission Bildung, Kultur und Sport, in der Aargauischen Bibliothekskommission und ist Mitglied der interparlamentarischen Kommission der Fachhochschule Nordwestschweiz. Sie ist Co-Präsidentin der Grünen des Bezirks Baden.
Müri ist Stiftungsrätin der Stiftung ikj und ist Botschafterin für die Fachstelle Pflegekind Aargau.
Ruth Müri kandidierte bei den Schweizer Parlamentswahlen 2019 für den Ständerat. Am 23. April 2024 wurde sie von der Mitgliederversammlung der Grünen Aargau als Kandidatin für den Regierungsrat des Kantons Aargau nominiert.
Müri war von 2012 bis 2015 Präsidentin des Fördervereins Schweizer Kindermuseum Baden. Von 1996 bis 1999 war sie Kantonsleiterin der Pfadi Aargau und bis 2003 J+S-Expertin. Sie wohnt in Baden-Dättwil, ist verheiratet und hat zwei Töchter.